# Sumberejo (Batur)
Sumberejo is een bestuurslaag in het regentschap Banjarnegara van de provincie Midden-Java, Indonesië. Sumberejo telt 4648 inwoners (volkstelling 2010).